# 加利福尼亞州議會
加利福尼亚州议会（英語：California State Legislature），簡稱加州議會，是美国加利福尼亚州的立法机关，議場位於州首府沙加緬度的加利福尼亞州議會大廈。加利福尼亚州议会为兩院制，包含加利福尼亚州参议院与加利福尼亚州众议院，前者為上议院，共40个席位，每届任期4年；後者为下议院，共80个席位，每届任期2年。兩院自1970年以來，加州議會一直由民主黨控制。

## 现任議長
| 院別               | 職稱           | 姓名              | 政黨   | 就任日期      |
| ------------------ | -------------- | ----------------- | ------ | ------------- |
| 加利福尼亚州参议院 | 参议院议长     | 艾蓮妮·庫納拉基斯 | 民主党 | 2019年1月7日  |
| 加利福尼亚州参议院 | 参议院臨時议长 | 托妮·阿特金斯     | 民主党 | 2018年3月21日 |
| 加利福尼亚州众议院 | 众议院议长     | 羅伯特·里瓦斯     | 民主党 | 2023年6月30日 |

## 外部連結
- 加州州議會首頁（页面存档备份，存于）